# Players Championship de 2009
O Players Championship de 2009 foi a trigésima sétima edição do Players Championship, realizada entre os dias 7 e 10 de maio no PC Sawgrass de Ponte Vedra Beach, na Flórida, Estados Unidos. O torneio foi vencido pelo sueco Henrik Stenson (276 tacadas).

## Local do evento
Esta foi a vigésima oitava edição realizada no campo do Estádio TPC Sawgrass, em Ponte Vedra Beach, Flórida.